# Клеймиц, Григорий Давидович
Григорий Давидович Клеймиц (17 августа 1945, Ташкент, Узбекская ССР — 20 сентября 1998, Санкт-Петербург, Россия) — музыкант популярного в 1970‑е годы ВИА «Поющие гитары». Заслуженный артист России (1998).

## Биография
Родился 17 августа 1945 года в городе Ташкенте. В 1952 году его семья переехала в Ленинград. Отец — Давид Григорьевич Клеймиц, преподавал в ленинградской консерватории; мать — Софья Ильинична, окончила музыкальную школу по классу скрипки, но всю жизнь работала бухгалтером. Сестра Евгения окончила музыкальное училище и институт, преподавала в музыкальной школе.
Окончил музыкальную школу, училище Римского-Корсакова и консерваторию по специальности «дирижёр хора». С 13 лет работал пианистом на танцах в городе Тосно (Ленинградская область), в армии был главным дирижёром Архангельского военного ансамбля, а после службы остался на два года в Архангельске, где преподавал в музыкальном училище. По возвращении в Ленинград был приглашён известным певцом Жаном Татляном в качестве пианиста и музыкального руководителя его ансамбля. Их дружба с Татляном продолжалась всю жизнь, несмотря на то, что в 1970 году Клеймиц уходит работать в ВИА «Поющие гитары» — музыкальным руководителем и пианистом. Параллельно Григорий учится в консерватории. В «Поющих гитарах» он встретил свою будущую жену — Ирину Понаровскую, вокалистку ансамбля. Их брак длился недолго, но зато оказал влияние на дальнейшую судьбу ныне известной певицы. Ирина и Григорий создали свой ансамбль — «Ты и я», где родились первые шлягеры певицы — «Люблю», «Торопись», «Синяя птица», «Мольба», «Первые радости», «Пусть это сбудется» и другие. После того как ансамбль «Ты и я» и их брак перестали существовать, бывшие супруги всё равно сотрудничали — Григорий был музыкальным руководителем и аранжировщиком первой в СССР рок-оперы «Орфей и Эвридика», где Ирина исполняла партию Эвридики.
В 1976 году Г. Клеймица пригласила в свой коллектив Эдита Пьеха — музыкальным руководителем и пианистом. В этот период были созданы такие шлягеры, как «Придёт и к вам любовь», «Баллада о Тане Савичевой», «Старый рояль», «А жизнь продолжается», «Горько» и многие другие.
В 1982 году Г. Клеймиц был приглашён в Ленинградский государственный «Мюзик Холл» в качестве главного дирижёра и музыкального руководителя, где проработал восемь лет. Однажды, при работе над оркестровкой для песни «Кони привередливые» (В. Высоцкого), у него случился первый инфаркт.
В 1991 году Клеймица пригласил на работу в театр «Бенефис» его худ. руководитель — Михаил Боярский. Позже, как пианист, Клеймиц работал на VIP-мероприятиях, а также гастролировал с артистами. В 1996 году, после выхода архивного диска «„Поющим гитарам“ 30 лет» Г. Клеймиц, Григорий Баскин (народный артист, режиссёр) и Антон Гарнов (журналист и давний поклонник «ПГ») решили возродить легендарный ВИА. Григорий восстановил много записей, и также, как и 25 лет назад, стал музыкальным руководителем и пианистом ансамбля. 
С участием Григория Клеймица снимают телевизионные программы: цикл программ «Григорий Клеймиц» (ведущая Ирина Тайманова, 51 канал (ныне MTV), «Ноу Смокинг» (ведущий К. Набутов), «Однажды вечером» с Д. Нагиевым и С. Ростом, «Музыкальный ринг», «Везёт же людям» и многие другие.
Скончался от инфаркта 20 сентября 1998 года на вечере памяти основателя ансамбля «Дружба» Александра Броневицкого в «Гигант Холле» казино «Конти» во время исполнения песни вместе с экс-солистом «Дружбы» Виталием Коротаевым.

### Семья
Первая жена — Ирина Витальевна Понаровская (род. 1953), советская и российская джазовая и эстрадная певица, киноактриса, телеведущая.
Вторая жена — Марина Анатольевна Клеймиц (12 мая 1953 — 9 октября 2007), член союза Литераторов РФ, поэт
- Сын Анатолий — член союза художников РФ, дизайнер, копирайтер, креативщик
- Сын Илья — музыкант, композитор, лауреат и победитель всероссийских конкурсов

## Награды
Заслуженный артист РФ — 13 октября 1998 — Указ № 1229. Указ был подписан уже после смерти Клеймица, но его имя не было удалено из официальных документов.